# Waller County
Das Waller County ist ein County im Bundesstaat Texas der Vereinigten Staaten. Das U.S. Census Bureau hat bei der Volkszählung 2020 eine Einwohnerzahl von 56.794 ermittelt. Der Verwaltungssitz (County Seat) ist Hempstead.

## Geographie
Das County liegt im Osten von Texas, ist etwa 80 km vom Golf von Mexiko im Südwesten entfernt und gehört zur Metropolregion Greater Houston. Es hat eine Fläche von 1343 Quadratkilometern, wovon 13 Quadratkilometer Wasserfläche sind. Es grenzt im Uhrzeigersinn an folgende Countys: Grimes County, Montgomery County, Harrison County, Fort Bend County, Austin County und Washington County.

## Geschichte
Waller County wurde 1873 aus Teilen des Austin County und Grimes County gebildet. Benannt wurde es nach Edwin Waller, dem ersten Bürgermeister von Austin.

## Demografische Daten

Alterspyramide des Waller County

Nach der Volkszählung im Jahr 2000 lebten im Waller County 32.663 Menschen in 10.557 Haushalten und 7.748 Familien. Die Bevölkerungsdichte betrug 25 Einwohner pro Quadratkilometer. Ethnisch betrachtet setzte sich die Bevölkerung zusammen aus 57,83 Prozent Weißen, 29,25 Prozent Afroamerikanern, 0,49 Prozent amerikanischen Ureinwohnern, 0,38 Prozent Asiaten, 0,02 Prozent Bewohnern aus dem pazifischen Inselraum und 10,28 Prozent aus anderen ethnischen Gruppen; 1,76 Prozent stammten von zwei oder mehr Ethnien ab. 19,42 Prozent der Einwohner waren spanischer oder lateinamerikanischer Abstammung.
Von den 10.557 Haushalten hatten 35,1 Prozent Kinder oder Jugendliche, die mit ihnen zusammen lebten. 55,7 Prozent waren verheiratete, zusammenlebende Paare 13,0 Prozent waren allein erziehende Mütter und 26,6 Prozent waren keine Familien. 21,0 Prozent waren Singlehaushalte und in 7,5 Prozent lebten Menschen im Alter von 65 Jahren oder darüber. Die durchschnittliche Haushaltsgröße betrug 2,79 und die durchschnittliche Familiengröße betrug 3,25 Personen.
25,7 Prozent der Bevölkerung war unter 18 Jahre alt, 18,1 Prozent zwischen 18 und 24, 26,4 Prozent zwischen 25 und 44, 20,5 Prozent zwischen 45 und 64 und 9,4 Prozent waren 65 Jahre alt oder älter. Das Durchschnittsalter betrug 30 Jahre. Auf 100 weibliche Personen kamen 98,7 männliche Personen und auf 100 Frauen im Alter von 18 Jahren oder darüber kamen 96,1 Männer.
Das jährliche Durchschnittseinkommen eines Haushalts betrug 38.136 USD, das Durchschnittseinkommen einer Familie betrug 45.868 USD. Männer hatten ein Durchschnittseinkommen von 34.447 USD, Frauen 25.583 USD. Das Prokopfeinkommen betrug 16.338 USD. 11,5 Prozent der Familien und 16,0 Prozent der Einwohner lebten unterhalb der Armutsgrenze.

## Bildung
An höheren Bildungseinrichtungen besteht die Prairie View A&M University, deren Vorläufer bereits im Jahre 1876 gegründet wurde.

## Ethnische Spannungen
Die politische Mitwirkung ist afro-amerikanischen Einwohnern erschwert, eine rechtliche Verordnung von 1903 hinderte sie effektiv an der Teilnahme. Landesweit gehörte Waller County zwischen 1877 und 1950 zu den Gemeinden mit den meisten Lynchmorden.
Eine Aufnahme in die Wählerliste und damit die aktive Wahlberechtigung war schwarzen Studenten lange verwehrt. Erst eine Entscheidung des Supreme Courts ermöglichte ihnen 2004 das aktive Wählen.
Beerdigungen dürfen bis zum heutigen Tage nur in ethnisch getrennten Friedhofsbereichen erfolgen.
Der historisch hohe afro-amerikanischen Bevölkerungsanteil sinkt seit den 1990er Jahren auch durch den Zuzug osteuropäischer Einwanderer.

## Städte und Gemeinden
| - Brookshire - Hempstead | - Katy - Monaville | - Pattison - Prairie View | - Sunny Side - Waller |